# ティアゴ・ボルバス
ティアゴ・ニコラス・ボルバス・シルバ (Thiago Nicolás Borbas Silva , 2002年4月7日 - )は、ウルグアイ・モンテビデオ県モンテビデオ出身のプロサッカー選手。レッドブル・ブラガンチーノ所属。ポジションはFW。

## クラブ経歴
2020年にリーベル・プレートのトップチームに昇格。10月10日のCAプログレッソ戦で、後半34分に起用され、5分後にプロ初ゴールを決め、2-1で勝利。同年シーズンは18試合3ゴールを決めると、翌2021年シーズンは30試合7ゴールを記録。2022年シーズンは更に得点能力を開花させ、7月11日のダヌービオFC戦ではプロ初のマルチゴールを記録。8月7日のクラブ・プラサ・デ・デポルテス・コロニア戦で、自身初のシーズン二桁ゴールを決めた。
2022年11月30日、レッドブル・ブラガンチーノへ5年契約で移籍することが発表された。

## 代表経歴
2023年6月14日、ニカラグア代表との親善試合でA代表初出場。